# 金属錯体型アントシアニン

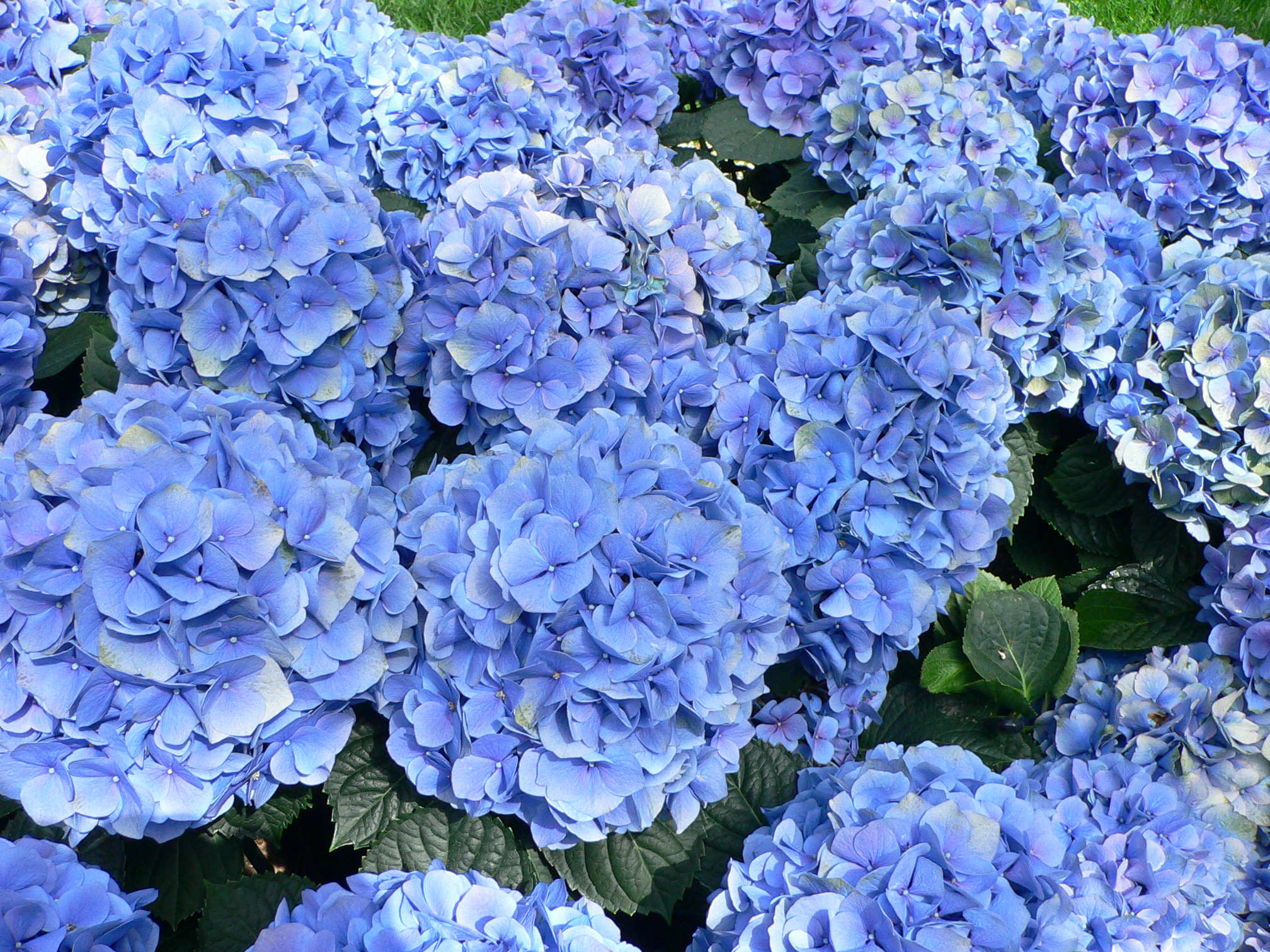
アジサイ Hydrangea macrophyll の青色花序

金属錯体型アントシアニン（きんぞくさくたいがたアントシアニン、metalloanthocyanin、メタロアントシアニン）は、特定の植物の花弁に色を付ける錯体である。
これらの錯体は、化学量論量のアントシアニン、フラボン、金属イオンから成る自己組織化超分子金属錯体色素である。アジサイ Hydrangea macrophyllでは、赤色、藤色、紫色、スミレ色、青色といった様々な色が一つの単純なアントシアニンであるデルフィニジン-3-グルコシドと金属イオンとの錯体から作られている。

## 例
ツユクサ Commelina communis の花由来の青色色素であるコンメリニン (commelinin) は6分子のアントシアニンがキレートした4個のMg2+イオンの錯体である。
ボッグセージ Salvia uliginosa の花由来の青色色素であるシアノサルビアニン (cyanosalvianin) は、6分子のアントシアニン類と6分子のフラボン類、2個のマグネシウムイオンから形成される錯体である。